# ليريلوماب
ليريلوماب جسم مضاد وحيد النسيلة بشري طورته بريستول مايرز سكويب لعلاج السرطان.